# Up from the Bottom
«Up from the Bottom» — песня американской рок-группы Linkin Park. Она была выпущена 27 марта 2025 года в качестве лид-сингла с делюкс-издания восьмого студийного альбома группы From Zero. Видеоклип вышел 28 марта 2025 года.

## Предыстория
После первого гастрольного тура для продвижения альбома From Zero в конце 2024 года группа сразу же отправилась в студию для записи новой музыки. «Up from the Bottom» начиналась как начальная демо-запись, а затем стала более качественной во время сессий записи в начале 2025 года. Песня без названия была показана в видеоролике для сериала LPTV, который был выложен на YouTube-канале группы 6 марта 2025 года. 17 марта группа официально представила «Up from the Bottom», релиз которого состоялся 27 марта. В интервью Billboard в преддверии релиза на церемонии iHeartRadio Music Awards диджей группы высоко оценил песню, в шутку назвав её «лучшей песней, которую мы когда-либо делали». 27 марта группа выпустила песню в качестве лид-сингла с делюксового издания своего восьмого студийного альбома From Zero. Сингл стал доступен на фестивале Fortnite в день его выхода.

## Композиция
«Up from the Bottom» стилистически описывается как ню-метал, рэп-рок и поп-панк.

## Музыкальное видео
Клип на песню «Up from the Bottom» был снят музыкантом группы Джо Ханом и вышел 28 марта 2025 года.

## Участники записи
Linkin Park
- Эмили Армстронг — вокал
- Колин Бриттэн — ударные
- Брэд Делсон — гитары, фортепиано
- Дэйв «Феникс» Фаррелл — бас-гитара
- Джо Хан — диджей, семплы, программирование, композиция
- Майк Шинода — рэп, клавишные, бэк-вокал, ритм-гитара, композиция, продюсирование, звукорежиссура

Дополнительный персонал
- Итан Мейтс — звукорежиссёр
- Эмерсон Манчини — мастеринг
- Джефф Ситрон — помощь в сведении

## Чарты
| Чарт (2025)                                  | Высшая позиция |
| -------------------------------------------- | -------------- |
| Австрия Australia Digital Tracks (ARIA)      | 21             |
| Австрия (Ö3 Austria Top 40)                  | 7              |
| Бельгия/Фландрия (Ultratop 50)               | 45             |
| Канада (Billboard Canadian Hot 100)          | 65             |
| Канада (Rock, Billboard)                     | 28             |
| Чехия (Singles Digitál Top 100)              | 3              |
| Германия (GfK)                               | 6              |
| Мир (Billboard Global 200)                   | 58             |
| Венгрия (Single Top 40)                      | 27             |
| Италия (Airplay, FIMI)                       | 72             |
| Италия (Rock Airplay, FIMI)                  | 7              |
| Япония (Billboard Japan)                     | 13             |
| Люксембург (Billboard)                       | 16             |
| Нидерланды (Single Top 100)                  | 82             |
| Новая Зеландия (RMNZ)                        | 7              |
| Норвегия (VG-lista)                          | 78             |
| Швеция (Heatseeker, Sverigetopplistan)       | 2              |
| Швейцария (Schweizer Hitparade)              | 13             |
| Великобритания (OCC UK Singles)              | 42             |
| Великобритания (OCC UK Rock & Metal)         | 2              |
| США (Billboard Bubbling Under Hot 100)       | 5              |
| США (Billboard Hot Rock & Alternative Songs) | 15             |
| США (Billboard Rock & Alternative Airplay)   | 1              |